# Miguel Morayta y Sagrario

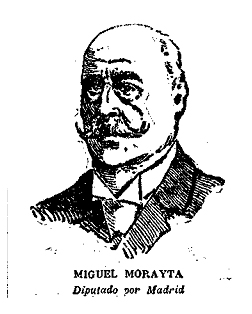
Morayta en El País (1903).

Miguel Morayta y Sagrario (Madrid, 3 de septiembre de 1834-Madrid, 18 de enero de 1917) fue un catedrático de historia, periodista y político republicano español, considerado por los historiadores como una de las más insignes personalidades masónicas de la historia de España.

## Biografía

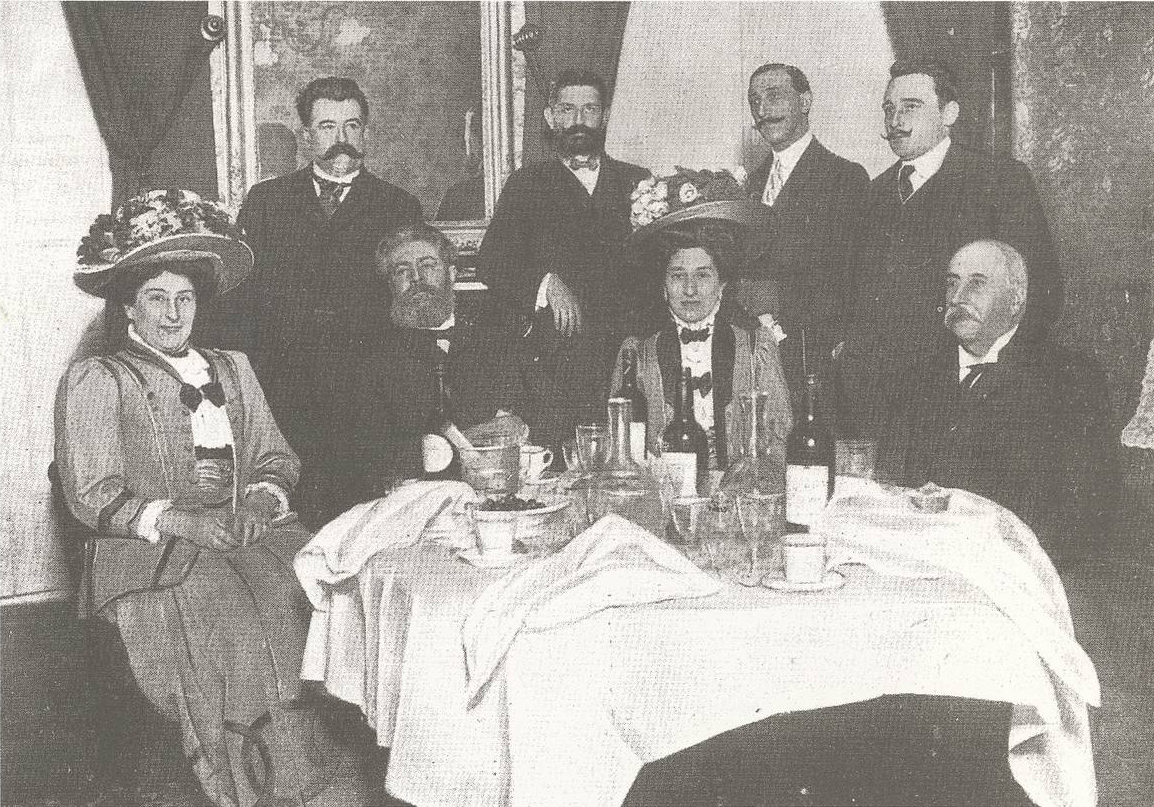
Miguel Morayta con Joaquín Costa, Manuel Bescós, el doctor Calzada, la familia de este y otros amigos, en mayo de 1908 en Madrid.

Nació en 1834 en Madrid. Catedrático de Historia de España y Universal en la Universidad Central, fue redactor de publicaciones periódicas madrileñas como El Eco Universitario (1851), La República Ibérica (1869-1870) y Gente Vieja (1902), así como director de La Reforma (1868) y de Revista Ibérica y colaborador de La Publicidad de Barcelona o El Popular de Málaga, entre otras.
Tras la Revolución de Septiembre, participó en el Pacto de Valladolid de junio de 1869 —un pacto federal entre las provincias pertenecientes a las regiones de Castilla la Vieja, León y Castilla la Nueva, junto a la provincia de Albacete—, siendo representante de la provincia de Soria en la Asamblea Federal presidida por Orense. A lo largo del Sexenio Democrático, obtuvo acta de diputado por el distrito granadino de Loja en las elecciones de 1871, agosto de 1872 y 1873. Más adelante, ya en la Restauración, fue elegido diputado a Cortes por Valencia en las elecciones de 1899 y por Madrid en las de 1903.
Morayta, anticlerical y seguidor de Castelar, durante la Primera República fue secretario general del Ministerio de Estado. El 1 de octubre de 1884 fue protagonista de un grave incidente con motivo del discurso inaugural del curso académico 84-85 en la Universidad Central de Madrid que pronunció en presencia del ministro de Fomento, el "neocatólico" Alejandro Pidal y Mon, que presidía el acto. El discurso de Morayta trataba sobre el Antiguo Egipto pero en él puso en cuestión la fiabilidad histórica de la Biblia e hizo una defensa apasionada de la libertad de cátedra. Pidal y Mon le respondió con un discurso en el que afirmó que la libertad de cátedra se debía ejercer «dentro de las leyes y la órbita que señala a la enseñanza la Constitución de la monarquía católica y constitucional». La reacción de la jerarquía católica más ultramontana al discurso de Morayta fue inmediata y varios obispos publicaron pastorales condenando el liberalismo, la masonería y las escuelas laicas. Los mayoría de los estudiantes de la Universidad Central se pusieron de parte del catedrático Morayta y sus protestas fueron duramente reprimidas por las fuerzas de orden público.
Morayta se inició en masonería en la Logia Mantuana de Madrid. Su nombre simbólico era Pizarro; alcanzó el Grado 33.º y logró unir las muy dispersas organizaciones masónicas del país fundando el Gran Oriente Español en 1889, donde confluían el Gran Oriente de España y el Gran Oriente Nacional de España. Miguel Morayta fue proclamado primer Gran Maestre. Ocupó el máximo cargo de 1889 a 1901, y más adelante desde 1906 hasta su fallecimiento en 1917. Por otra parte, fue Soberano Gran Comendador del Supremo Consejo del Grado 33 para España del Rito Escocés Antiguo y Aceptado.
Falleció en su ciudad natal en 1917 y fue enterrado en el cementerio civil de Madrid. Fue padre del médico y diputado Francisco Morayta y abuelo del cineasta Miguel Morayta Martínez.

## Obras
- La commune de París. Ensayo histórico, político, social, Imprenta de J. Antonio García, Madrid 1872.
- ¡Aquellos tiempos! Coloquios literarios, históricos y morales, o demostración de que los actuales tiempos, aunque malejos, valen más que los otros, Imprenta de R. Bernardino y F. Cao, Madrid 1875. Góngora, Madrid 1883. F. Sempere, Valencia s.f. (1909?).
- Historia de la Grecia Antigua, Góngora, Madrid 1878-1880, 2 vols. 2ª ed.: Madrid 1880-1883, 2 vols.
- Discurso leído en la Universidad Central en la solemne inauguración del curso académico de 1884 a 1885, Tipografía de Gregorio Estrada, Madrid 1884.
- Historia general de España, desde los tiempos antehistóricos hasta nuestros días, Felipe González Rojas, Madrid 1886, 9 vols. 3ª ed. 1893-1898, 9 vols.[16]
- Juventud de Castelar. Su vida de estudiante y sus primeros pasos en la política, Imp. de A. Álvarez, Madrid 1901.[17]
- Las Constituyentes de la República Española, Sociedad de Ediciones Literarias y Artísticas (Biblioteca de Estudios Filosóficos, Históricos, Políticos y Sociales), París 1907?.
- La libertad de la cátedra: sucesos universitarios de la Santa Isabel, Juan Pueyo, Madrid 1911.
- Originalidad de la Moral católica. Mensaje a la Asamblea de Representantes del Grande Oriente Español leído en la noche del 18 de junio de 1912, Madrid 1912.
- El Padre Feijóo y sus obras, F. Sempere, Valencia s.a. (1912?)
- De historia. Discurso inaugural de la Universidad de Madrid 1884. ¿Cuando reinó Menes? Ramsés III. Proceso de la Revolución Francesa. Los héroes del Vulgacho, F. Sempere, Valencia s.f. (1914?).
- Masonería española: páginas de su historia. Memoria leída en la Asamblea del Grande Oriente Español de 1915 por el Gran Maestre Miguel Morayta, Madrid 1915.
- El Cementerio Civil del Este, Madrid, 1918.[18]